# Шамсу-д-дін ар-Рамлі
Мухаммад ібн Ахмад аль-Місрі аль-Ансарі, знаний як Шамсу-д-дин ар-Рамлі (араб. شمس الدين الرملي; 1513, Мінуфія — 13 січня 1596, Каїр) — ісламський учений-богослов, хадісознавець і правознавець шафійського мазгаба.

## Біографія
Народився 1511 року, а за іншою версією — 1513 року (919 рік хіджри) в Каїрі (Єгипет). Помер там же 1596 року. Нісба «ар-Рамлі» (араб. الرملي відноситься до єгипетського села Рамля аль — Мануфія. Це сучасний Рамлят Банха у провінції аль-Калюбія, помилково ідентифікований Вінтером як Рамлят аль-Ангеб. Його батько, Шихабу-д-дін ар-Рамлі (пом. 1550 року), був учнем Закарії аль-Ансарі (пом. 1520 року) і провідним єгипетським правознавцем шафіїтського мазгабу. Шихабу-д-дін ар-Рамлі обіймав високу посаду нагляд аль-хасс 1455/1500 року за мамлюцького султана аз-Захірі Кансусі.
Основним учителем Ар-Рамлі був його батько, який навчав його всьому спектру релігійних наук. Після смерті батька Шамсу-д-Дін прийняв обов'язки викладача в мечеті аль-Азхар. Він також обіймав керівні посади в шафіїтських медресе Хашшабія та Шаріфія. Ар-Рамлі активно передавав твори та тексти Закарії аль-Ансарі, право передачі яких (іджазу) отримав у дитинстві від аль-Ансарі, а також від свого батька. Серед його вчителів також були:
- Бурхануддін Абу Ісхак Ібрахім ібн Мухаммад
- Шихабу-д-дін Ахмад ібн Абду-ль-Азіз аль-Ханбалі
- каді Шарафу-д-дин Яхья ібн Ібрахім ад-Дамірі аль-Малікі
- Нуру-д-дін Алі ібн Ясін ат-Трабулсі аль-Ханафі

## Учні
Серед численних учнів ар-Рамлі, які навчалися шафіїтському мазхгабу і хадісознавству, були як сирійці, так і єгиптяни, найвидатнішим з яких був єгипетський правознавець шафіїтського мазгабу Нуру-д-Дін Алі ібн Яхья аз-Зайяді (пом. 1615 року хіджри), а також фахівець у галузі літератури Шихабу-д-дін аль-Хафаджі (пом. 1659 року хіджри).
Його вплив також поширився на Хіджаз завдяки викладанню в Мецці, куди він неодноразово здійснював паломництво.
1583 року провадив у Мецці період муджвари, тобто період перебування у святому місці, щоб вести аскетичний триб, провести час у релігійному спогляданні й отримати благодать цього місця. Як і його батько, ар-Рамлі був провідним правознавцем шафіїтського мазгабу Єгипту й офіційно визнаний таким.
І батько, і син були прихильні до суфій. Вони були у знайомих стосунках з славетним єгипетським суфієм Абду-ль-Ваххабом аш-Шарані (пом. 1565 року хіджри), а зять Шамсу-д-діна Абу-ль-Мавахіб (пом. 1628 року хіджри) був сином суфійського лідера та поета Мухаммада аль-Бакрі (пом. 1586 року хіджри).

## Opus Magnum
Найважливішим з творів ар-Рамлі є його великомасштабний коментар до книги «Мінхадж ат-талібін» з Мухї-д-діна ан-Нававі (пом. 1278 року хіджри), названий як «Ніхаят аль-мухтадж мула шарх аль-мінхадж», розпочатий 1556 року і завершений 1566 року хіджри, приблизно через п'ятнадцять років після завершення «Тухфат аль-мінхадж бі-шарх аль-мінхадж» учня його батька Ібн Хаджара аль-Хайтамі.
Попри те, що його праця спочатку явно ігнорувався на користь «Тухфат» Ібн Хаджара, коментар ар-Рамлі був визнаний авторитетними шафіїтами за межами Ємену (включно з Хадрамаутом) і частиною Хіджаза, де дотримувалися коментаря Ібн Хаджара.
Та повага, яку мав ар-Рамлі та його значення в історії шафіїтського мазгабу, позначаються покладеним на нього почесним титулом 'аш-Шафі'і ас-сагір' (араб. الشافعي الصغير «аш-Шафі'ї-молодший»). Багато хто вважає його муджаддідом («обновником») X століття хіджри.

## Інші праці
Серед його виданих праць:
- Ніхаят аль-мухтадж Шарх аль-Мінхадж (араб. نهاية المحتاج شرح المنهاج)[25]
- Гаят аль-баян фі шарх зубад Ібн Раслян (араб. غاية البيان في شرح زبد ابن رسلان)[26],
- аль-Фатава (араб. الفتاوي) — збірка фетв його батька[27][28][4].